# David Power (athlétisme)
Pour les articles homonymes, voir David Power.
David Power, né le 14 juillet 1928 à Maitland, et mort le 1er février 2014, est un athlète australien qui courait surtout le 10 000 m.

## Biographie
David Power a participé aux Jeux olympiques d'été de 1960 à Rome, remportant la médaille de bronze sur 10 000 m derrière le Soviétique Pyotr Bolotnikov et l'Allemand Hans Grodotzki. À Melbourne, quatre ans plus tôt, il s'était classé septième.
David Power a connu ses meilleurs résultats aux jeux de l'Empire britannique et du Commonwealth de 1958 en devenant champion sur la course des 6 miles et le marathon.
Aux jeux de l'Empire britannique et du Commonwealth de 1962, il ne pouvait défendre ces deux titres, ne remportant que l'argent, battu par le Canadien Bruce Kidd sur 6 miles et l'Anglais Brian Kilby sur le marathon.

## Palmarès

### Jeux olympiques d'été
- Jeux olympiques d'été de 1956 de Melbourne ( Australie)
  - 7e sur 10 000 m
- Jeux olympiques d'été de 1960 de Rome  ( Italie)
  - 5e sur 5 000 m
  -  Médaille de bronze sur 10 000 m
  - non-partant sur le marathon

### Jeux de l'Empire britannique et du Commonwealth
- Jeux de l'Empire britannique et du Commonwealth de 1958 à Cardiff ( Pays de Galles)
  - 7e sur 3 miles
  -  Médaille d'or sur 6 miles
  -  Médaille d'or sur marathon
- Jeux de l'Empire britannique et du Commonwealth de 1962 à Perth ( Australie)
  -  Médaille d'argent sur 6 miles
  -  Médaille d'arhent sur marathon

## Sources
- (en) Cet article est partiellement ou en totalité issu de l’article de Wikipédia en anglais intitulé « Dave Power (athlete) » (voir la liste des auteurs).